# Кіт природи
«Кіт природи» - це канадсько-американський анімаційний телесеріал, створений 9 Story Entertainment, Spiffy Pictures і WTTW.

## Історія створення
Серіал слідкує за Фредом, домашньою кішкою, яка мріє дослідити надворі. Після того, як його сім'я виїжджає на день, він перетворюється на Природного кота, який не може чекати екскурсій по природному двору. Однак у Фреда є одна проблема: у нього немає інстинктів до природи. Завдяки навчальному досвіду персонажів, цей серіал має намір заохотити дітей до подібного спілкування та розвитку розуміння природи.